# Alessandro Scarlatti
Alessandro Scarlatti (Palermo, Reino de Sicilia, 2 de mayo de 1660 - Nápoles, Reino de Nápoles, 22 de octubre de 1725) fue un compositor y clavecinista que nació en la actual Italia, entonces bajo control del Imperio Español, en el período Barroco. Fue uno de los representantes más importantes de la escuela napolitana, jugó un papel fundamental en la historia de la música, principalmente en el desarrollo del lenguaje de la ópera, contribuyendo a perfeccionar las formas del aria da capo y de la obertura italiana de tres movimientos. Fue uno de los primeros compositores en utilizar el recitativo con orquesta, denominado recitativo acompañado, y el concertato al final del acto.
Su lista de obras es inmensa y prácticamente desconocida para el gran público, incluyendo más de cien óperas italianas, ochocientas cantatas italianas, serenatas para voces e instrumentos, madrigales, treinta y ocho oratorios (de los que solo veinte se conservan), más de cien motetes y cantatas sacras, una pasión y doce misas. En los géneros de la música instrumental compuso también sinfonías, concerti grossi, sonatas para diversos instrumentos y piezas para órgano y clavecín.
Scarlatti comenzó a labrarse un nombre como compositor con tan solo 18 años en Roma, donde produjo su primera ópera conocida Gli Equivoci nel Sembiante, en 1679, con gran éxito.

## Vida

### Roma

Cristina de Suecia, retratada por Sébastien Bourdon.

Nacido el 2 de mayo de 1660 en el seno de una humilde familia siciliana en Palermo, el todavía niño Alessandro fue enviado a vivir con unos parientes a Roma en 1672. En aquella época existía una gran demanda de niños cantores para los coros de las numerosas iglesias de Roma.
Los talentos no tardaron en hacerse notar. En 1679 se estrenó su primera ópera Gli Equivoci nel Sembiante gracias a un encargo de la reina Cristina de Suecia, que vivía en Roma tras su abdicación y conversión al catolicismo. El mismo año estrenó también su primer oratorio en la Fraternidad del Santísimo Crucifijo y nació el mayor de sus hijos, el también compositor y organista Pietro Filippo Scarlatti. Scarlatti obtuvo el puesto de maestro de capilla para la reina Cristina, gracias a lo cual su talento musical pudo ser apreciado por personalidades nobles e influyentes de Roma, Italia y el resto de Europa.

### Nápoles
En 1684 Scarlatti fue contratado por el embajador de España ante la Santa Sede, que había sido nombrado Virrey de Nápoles. Un año después nacería el sexto de sus hijos, aquel que más tarde le eclipsaría, Domenico Scarlatti. Permaneció en el puesto de maestro de capilla para el Virrey hasta 1702. La Guerra de Sucesión Española, que comenzó en 1700, endureció las condiciones de vida en Nápoles y Scarlatti buscó otro puesto, primero en Florencia y luego en Roma. Durante los dieciocho años de su primera estancia en Nápoles, Scarlatti compuso más de 80 óperas (de las que actualmente se conocen 40), nueve oratorios, siete serenatas y 65 cantatas. Muchas de sus óperas fueron representadas en Roma (a donde viajaba a menudo para dirigir las representaciones), Florencia, Milán, Brunswick y Londres.

### Segunda estancia en Roma

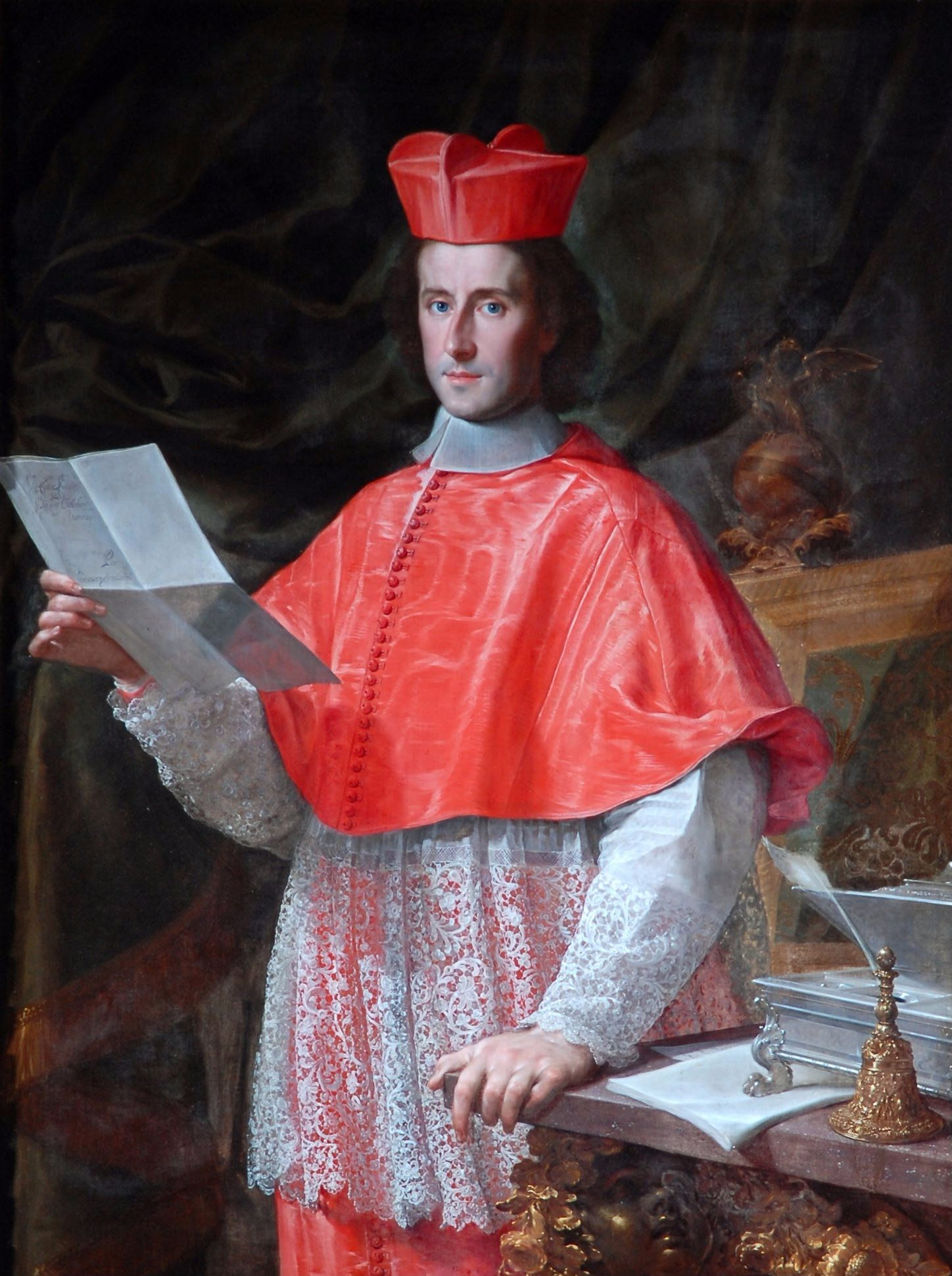
Cardenal Pietro Ottoboni (1667-1740).

Buscó trabajo primero en Florencia bajo el mecenazgo de Ferdinando de Medici, hijo del Gran Duque de Toscana, pero no lo consiguió. Entonces aceptó un puesto de maestro de capilla de la basílica de Santa María la Mayor de Roma. Es su segunda estancia en Roma, durante la cual recibe encargos del príncipe Ferdinando de Medici y de la reina de Polonia, María Casimira. Pronto entró al servicio del Cardenal Pietro Ottoboni. Durante estos años se convierte en un solicitado autor de cantatas. En reconocimiento por sus méritos artísticos, en 1706 es admitido en la Academia de la Arcadia, reservada para nobles y eruditos.
Entre 1707 y principios de 1708 no recibió encargos de óperas. Además de las obras escritas para Santa María la Mayor, que incluyen una misa y varios motetes, durante ese período compuso un ciclo de responsos para Semana Santa por encargo de Ferdinando de Medici, y la célebre Cantata per la Notte di Natale que se interpretó en la corte papal en 1707.
En 1708, con una situación política inestable en Europa por la continuación de la guerra, y su último año de su segunda estancia en Roma, Scarlatti remite una carta a Ferdinando de Medici en la cual confiesa que su situación actual sin un puesto fijo bien remunerado no le permite mantener a su familia. 
Ese año Scarlatti compone dos oratorios con texto del cardenal Pietro Ottoboni, en ocasión del ciclo de ocho oratorios organizado por este para la cuaresma: Il Martirio di Santa Cecilia y el Oratorio per la Passione di nostro Signor Gesu Cristo. Este último, con el subtítulo de La Colpa, Il Pentimento, la Grazia, está considerado uno de sus mejores oratorios y fue representado el Miércoles Santo en el palacio de la Cancillería. No hay que descartar la hipótesis de que Scarlatti compusiera esta obra maestra por cierto sentimiento de rivalidad con el joven músico alemán Händel, que entonces residía en Italia, y cuyo oratorio La Resurrezione se representaría el Domingo de Pascua siguiente en el palacio Ruspoli.

### Segunda estancia en Nápoles

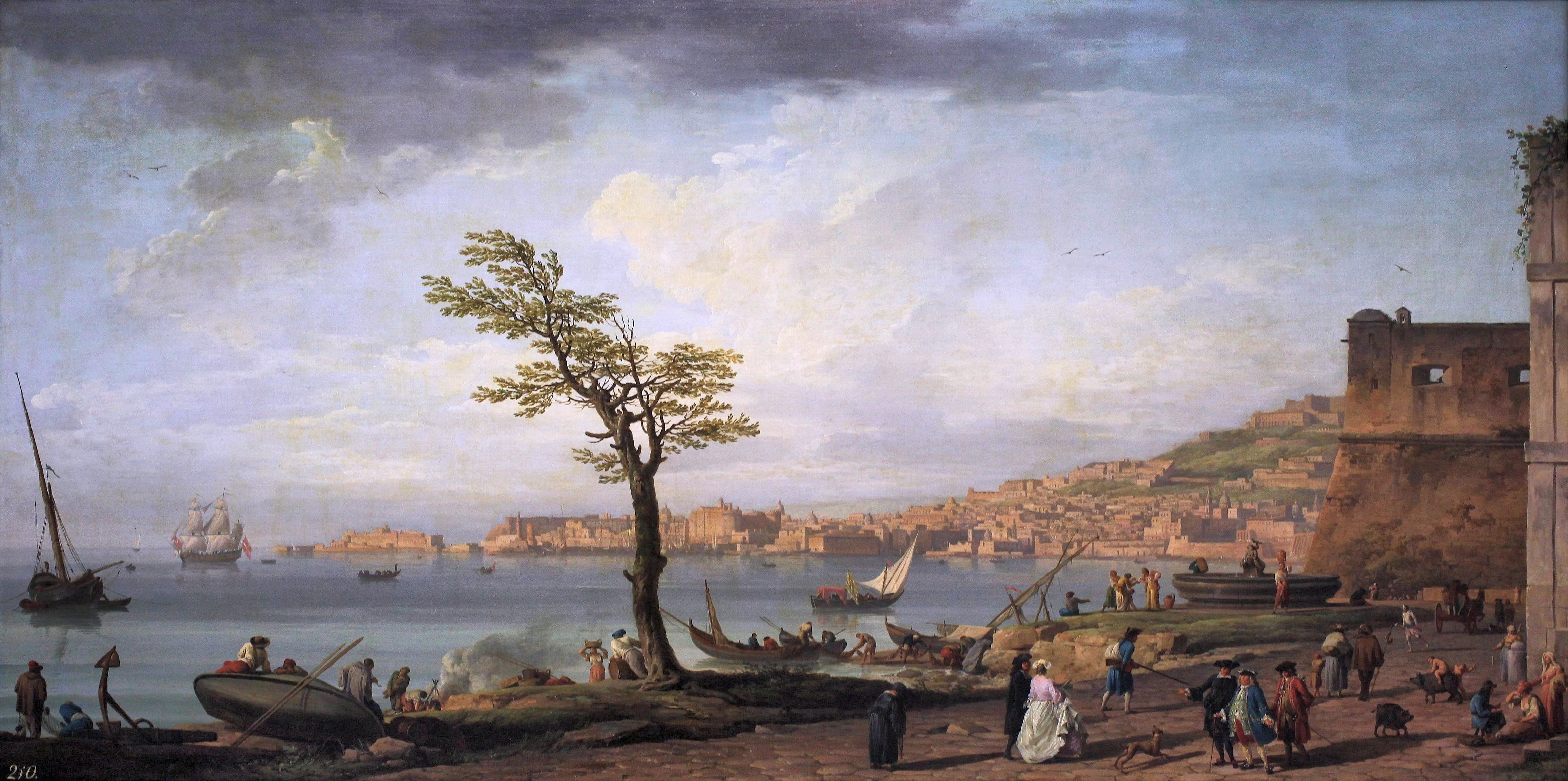
Joseph Vernet: Vista de Nápoles (1748).

Con la llegada de los Austrias a Nápoles, Scarlatti recuperó en 1708 el puesto de maestro de capilla del nuevo Virrey, aunque sin perder totalmente el contacto con sus patrones en Roma. Como consecuencia, el Papa le concedió privilegios de nobleza en 1716. Su segunda etapa en Nápoles se caracterizó por una serie de fracasos y crisis en lo que se refiere a su producción operística. Su tragedia in musica Il Mitridate Eupatore fracasó en Venecia en 1707. Su ópera cómica Il trionfo dell'onore (Nápoles 1718) no ganó las simpatías de los napolitanos. Mejor suerte corrieron su óperas cómicas en dialecto napolitano, que comenzaron a ser populares en aquellos años. Su última ópera, Griselda, se estrenó en el Teatro Capranica de Roma en 1721 con ayuda del Príncipe Ruspoli. A partir de aquí, las obras de Scarlatti empezaron a caer en el olvido, ya que las nuevas tendencias en composición operística comenzaban a surgir en esos años de las manos de una joven generación de músicos de la talla de Leonardo Leo, Leonardo Vinci, Johann Adolf Hasse y Giovanni Battista Pergolesi.
Durante los últimos años de su vida en Nápoles, ya un anciano maestro mundialmente famoso, recibía a jóvenes compositores que peregrinaban para aprender de él. Entre estos se encontraban Johann Adolph Hasse y el famoso compositor y flautista Johann Joachim Quantz (de esta época datan las siete sonatas para flauta y cuerda de Scarlatti).
Scarlatti murió el 22 de octubre de 1725 y fue enterrado en la iglesia de Santa María del Montesanto.

## Obra

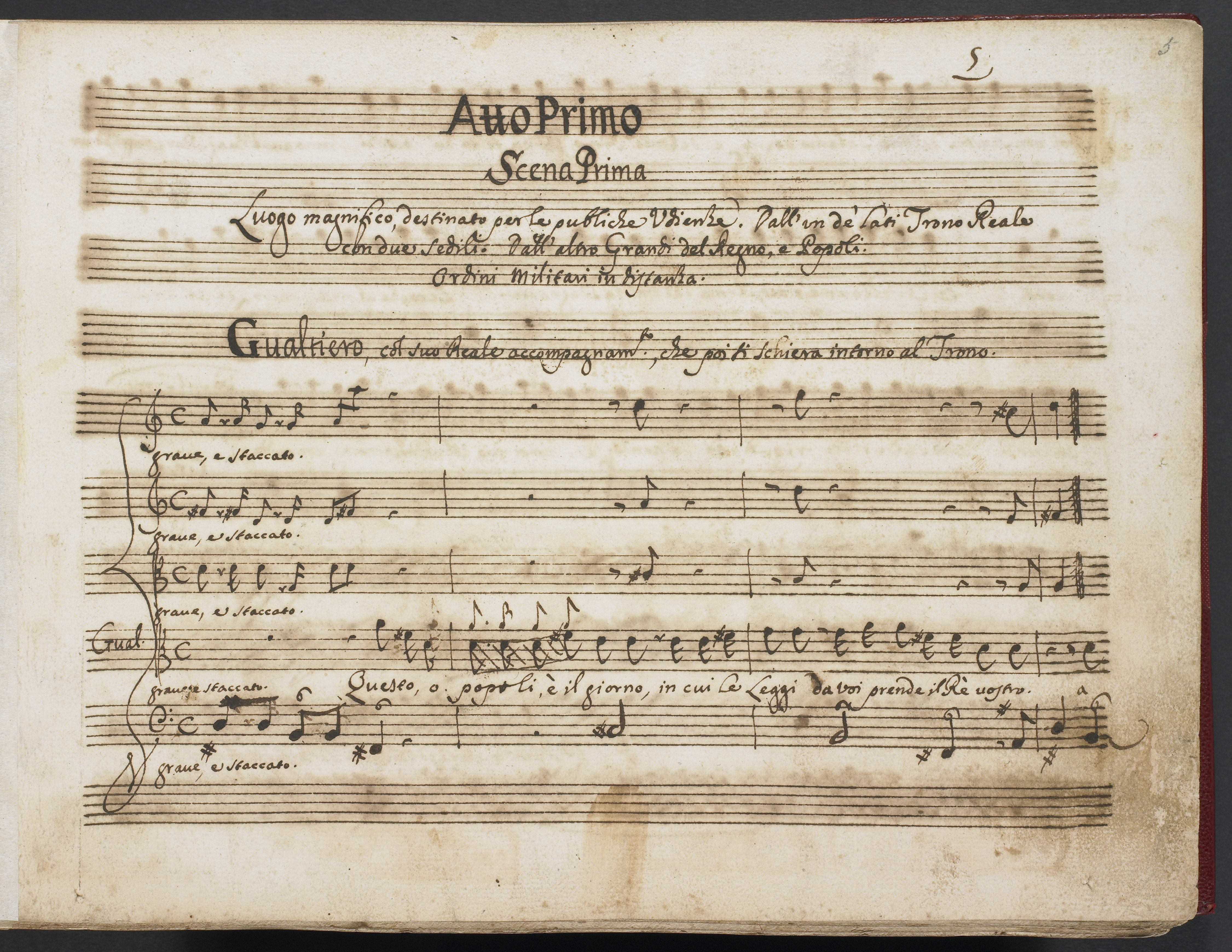
Primer acto, escena uno, de la última ópera de Domenico Scarlatti, Griselda (1721). De la propia mano del compositor.

Debido a la indisponibilidad de sus obras y al genio de su hijo, Domenico Scarlatti, famoso por sus sonatas para clave, Alessandro Scarlatti ha sido un compositor injustamente olvidado hasta muy recientemente, cuando muchas de sus obras están viendo la luz en reediciones y en grabaciones gracias al resurgimiento de la Música antigua en el repertorio, junto con el movimiento HIP (Historically informed performances), y a las numerosas orquestas con instrumentos de época y jóvenes voces e intérpretes que se ven atraídos por la desconocida obra de este compositor.
Pero en el siglo XVIII, Alessandro Scarlatti era definitivamente mucho más famoso que su hijo, que pasó sus últimos años en la aislada corte de España, alejado de los centros musicales europeos de la época, mientras que Alessandro era uno de los compositores de música vocal más representados. Sus numerosas óperas (no se conoce el número exacto, pero muchas fuentes señalan más de cien óperas en su haber) se representaron en Roma, Nápoles, Florencia y Venecia. Pero donde posiblemente se manifieste mejor su genio es en el género de la cantata. Sus más de seiscientas cantatas fueron compuestas para representaciones privadas ante la aristocracia de Roma, principalmente los cardenales Benedetto Pamphili y Pietro Ottoboni y la reina exiliada Cristina de Suecia.
La cantata, como forma concentrada de una escena de ópera, se consideraba por algunos la más alta forma de expresión artística. En muchas de las cantatas de Scarlatti, la voz (generalmente soprano o alto) es acompañada solo por el basso continuo, y consisten en varias arias da capo conectadas por recitativos. La más común es la de cuatro movimientos recitativo, aria, recitativo, aria, aunque alguno de los recitativos puede ser sustituido por un arioso. Scarlatti utiliza magistralmente los recursos musicales de su tiempo. 
La música trata a menudo de representar pictóricamente los poéticos textos. La intensidad de los sentimientos es a veces representada por ingeniosas progresiones armónicas. A menudo se utiliza el emocional acorde de sexta napolitana. También emplea la técnica de usar algún instrumento, como el chelo, para introducir la atmósfera de un aria. Algunas cantatas se preceden por una sinfonía al estilo de las óperas venecianas con ingredientes a la manera de Corelli (a quien Scarlatti conocía bien).

## Obras selectas

### Óperas
- Gli Equivoci nel Sembiante. Roma 1679.
- L'honestà negli amori. Roma 1680.
- Pirro e Demetrio (La forza della fedeltà). Nápoles 1694.
- Il Mitridate Eupatore. Tragedia in musica. Venecia 1707.
- Carlo d'Alemagna. Drama per musica. Teatro di S. Bartolomeo, Nápoles 1716.
- Intermezzi fra Palandrana e Zamberlucco. Nápoles 1716.
- Il trionfo dell'onore. Ópera cómica. Nápoles 1718.
- Griselda. Roma 1721. Libretto de Apostolo Zeno.
- Pompeo. Roma 1683.
- La donna ancora è fedele. Nápoles 1718.
- Tigrane. Nápoles 1715.

### Oratorios
- (primo Oratorio latino). Perdido. Roma 1679.
- (secondo Oratorio latino). Perdido. Roma 1680.
- (terzo Oratorio latino). Perdido. Roma 1682.
- Abramo, il tuo sembiante (Cantata per la Notte di Natale di Nostro Signore). Roma 1705.
- Agar et Ismaele esiliati, (L'Abramo), (Ismaele soccorso dall'angelo), (Il sacrificio di Abramo). Roma 1683, Palermo 1691, Florencia 1695 y Roma 1703, respectivamente.
- Cain overo Il primo omicidio. Venecia 1707.
- Colpa, Pentimento e Grazia, (Oratorio per la Passione di Nostro Signore Gesù Cristo). Roma 1708 y 1725.
- Davidis pugna et victoria. Roma 1700.
- Humanità e Lucifero. Roma 1704.
- I dolori di Maria sempre vergine, (La concettione della Beata Vergine). Nápoles 1693, Roma 1703.
- Il Dolore di Maria Vergine, (La Vergine Addolorata). Nápoles 1717.
- Il giardino di rose: La Santissima Vergine del Rosario (= La religione giardiniera). Roma 1707 y Nápoles 1698 respectivamente.
- Il martirio di Sant'Orsola. Roma entre 1695/1700. Lyon 1718.
- Il martirio di Santa Cecilia. Roma 1708.
- Il martirio di Santa Susanna. Florencia 1706.
- Il martirio di Santa Teodosia, (Santa Teodosia vergine e martire). Modena 1685, Florencia 1693.
- Il Sedecia, re di Gerusalemme. Roma o Urbino 1705.
- Il Trionfo del Valore (Oratorio per il giorno di San Giuseppe). Perdido. Nápoles 1709.
- Il trionfo della gratia, ovvero La conversione di Santa Maria Maddalena (La Maddalena penitente). Roma 1685, Modena 1686, Florencia 1693.
- L'Assunzione della Beata Vergine Maria, (Il regno di Maria assunta in cielo), (Il trionfo della SS Vergine assunta in cielo), (La sposa dei sacri cantici). Roma 1703, Roma 1705, Florencia 1706 y Nápoles 1710, respectivamente.
- La Giuditta (a 3 voces). Nápoles 1690?.
- La Giuditta (a 5 voces). Roma 1693, Nápoles 1695.
- La gloriosa gara tra la Santità e la Sapienza. ??? Roma 1720.
- La Santissima Annunziata. Roma 1700/1703/1708.
- La Santissima Trinità. Nápoles 1715.
- Passio Domini Nostri Jesu Christi secundum Ioannem. Hacia 1680.
- San Casimiro, Re di Polonia. Florencia 1705.
- San Filippo Neri. Roma 1705.
- Samson vindicatus. Perdido. Roma 1695.
- San Francesco di Paola. Perdido? Urbino 1706.
- San Michaelis Arcangelis cum Lucifer pugna et victoria. Perdido. Roma 1705.

### Cantatas
- Perché tacete. Voz e instrumentos. 1694
- Il rosignolo. primera versión, Voz y bajo continuo. 1698
- O pace del mio cor. Voz y bajo continuo.
- Il genio di Mitilde. Voz, chelo y bajo continuo.
- Ombre tacite e sole. Voz, dos violines, viola y bajo continuo. 1716
- Correa nel seno amato. Soprano, 2 violines y bajo continuo. 1693 ca.
- Ebra d'amor fuggia ("L'Arianna"). Soprano, 2 violines y bajo continuo.
- Già lusingato appieno. Soprano, 2 violines y bajo continuo. 1690
- Hor che di Febo. Soprano, 2 violines y bajo continuo. 1704
- Non sò qual più m'ingombra. ("Cantata Pastorale per la natività di Nostro Signore" 1716). Soprano, 2 violines y bajo continuo.
- O di Betlemme altera povertà. ("Cantata Pastorale per la natività di Nostro Signore"). Soprano, cuerdas y bajo continuo.
- Poi che riseppe Orfeo. Soprano y bajo continuo. 1704
- Quella pace gradita. Soprano, flauta, violín y bajo continuo.
- Su le sponde del Tebro. Soprano, trompeta, 2 violines y bajo continuo.
- Su l'ora appunto che col carro d'oro ("La fenice"). Soprano, 2 violines y bajo continuo.

### Motetes

#### Concerti sacri. Opera seconda
- Infirmata, vulnerata Voz, dos violines y bajo continuo. 1702

## Discografía
- 1965 – Santa Teodosia. Liciana Ticinelli, Maria Minetto, Herbet Handt, James Loomis, Società Cameristica di Lugano, Edwin Loehrer. Nuova Era.
- 1971-73, 1997 – Cantatas: Su Le sponde del tebro. Infirmata vulnerata. Caldo sangue (aria from Sedecia). Bella Madre de' Fiori. Adriana Maliponte, Romana Righetti, Maria Minetto, Società Cameristica di Lugano, Edwin Loehrer, Maurice Andrè, tromba. Nuova Era.
- 1988, 2000 – Il Giardino d'Amore. Serenata. Lina Akerlund, Derek Ragin, Clemencic Consort, Rene Clemencic. Accord.
- 1992 – Cain, ovvero Il Primo Omicidio. Gloria Banditelli, Cristina Miatello, Marinella Pennicchi, Giampaolo Fagotto, Claudio Cavina, Roberto Abbondanza. Concerto Italiano, Rinaldo Alessandrini, Europa Galante, Fabio Biondi. Opus 111 (2 CD).
- 1993 – La Maddalena penitente. Gloria Banditelli, Rossana Bertini, Silvia Picollo, Europa Galante. Fabio Biondi. Opus 111: OPS 30–9.
- 1995 – Humanità e Lucifero. Rossana Bertini, Massimo Crispi, Europa Galante, Fabio Biondi. Opus 111: OPS 30–129.
- 1995 – La Giuditta. Rosita Frisani, Marco Lazzara, Mario Nuvoli, Alessandro Stradella Consort, Estevan Velardi. Bongiovanni.
- 1992 – Cantate e Duetti. Ammore, brutto figlio de pottana. Sovente Amor mi chiama. Son pur care le catene. Clori mia, Clori bella. Dimmi crudele, e quando. Cristina Miatello, Claudio Cavina, Giampaolo Fagotto, Lodovica Scoppola, flauto; Paolo Pandolfo, viola da gamba; Roberto Sensi, violone; Rinaldo Alessandrini, clavicémbalo. Tactus.
- 1993 – Cinque Profeti. Barbara Schlick, Heike Hallaschka, Kai Wessel, Christoph Pregardien, Michael Schopper, La Stagione, Michael Schneider. DHM.
- 1996 – Cantata per la Notte di Natale: Abramo, il tuo sembiante. Rossana Bertini, Elena Cecchi Fedi, Claudio Cavina, Sandro Naglia, Sergio Foresti, Concerto Italiano, Rinaldo Alessandrini. Opus 111.
- 1996 – Cantatas. Questo silenzio ombroso; Filli che esprime la sua fede a Fileno; Marc'Antonio e Cleopatra; E pur vuole il cielo e amore. Ero e Leandro; Clori e Mirtillo. Gerard Lesne, Sandrine Piau, Il Seminario Musicale. Virgin.

- 1998 – Cantatas, vol. II. Il rosignolo; Ombre tacite e sole; Infirmata vulnerata; O pace del mio cor; Perche tacete, regolati concenti?; Il genio di Mitilde. David Daniels, Arcadian Academy, Nicholas McGegan. DHM.
- 2000 – Cantatas, vol. III. Nel silenzio comune; Ferma ormai; Clori vezzosa e bella; Piango, sospiro e peno; Non so qual piu m'ingombra. Brian Asawa, Arcadian Academy, Nicholas McGegan. DHM.
- 2000 – Sedecia, re di Gerusalemme. Gerard Lesne, Anna Virginie, Philippe Jaroussky, Peter Harvey, Mark Padmore, Il Seminario Musicale, Gérad Lesne. Virgin veritas, Erato.
- 2001 – Il Dolore di Maria Vergine. Rosita Frisani, Anna Chierichetti, Gianluca Belfiori Doro, Mario Cecchetti. Alessandro Stradella Consort. Estevan Velardi. Bongiovanni (2 CD y CD-ROM con la partitura original)
- 2002 – Intermezzi fra Palandrana e Zamberlucco. Barbara di Castri, Gastone Sarti, Fortuna Ensemble, Roberto Cascio. Tactus.
- 2003 – Colpa, Penitento e Grazia. Lola Casariego, Martín Oro, María Espada, Orquesta Barroca de Sevilla, Eduardo López Banzo. Harmonia Mundi (2 CD).
- 2006 – Il martirio di Sant'Orsola. Le Consert de l'Hostel Dieu. Ligia digital 0202176-07.
- 2007 – Griselda. Dorothea Röschmann, Lawrence Zazzo, Veronica Cangemi, Bernarda Fink, Silvia Tro Santafé, Kobie van Rensburg, Akademie für Alte Musik de Berlín. René Jacobs. Harmonia Mundi (HMC 901805.07).
- Le parlement de musique. (2005). La Giuditta. Ambronay editions: AMY004.
- 2004 – Oratorio per la Santissima Trinità. Europa Galante. Virgin Classics: 5 45666 2.
- 2008 – Messa di Santa Cecilia. Orquesta y Coro de la Universidad de Utah. Maurice Abravanel. Brilliant Classics.

- 2009 – Kantaten. Io son pur solo, Il Rossignuolo, Sento nel core, Io morirei contento, Lascia, deh, lascia. Susanna Crespo Held, Musica Poëtica. Naxos.
- 2016 – La gloria di primavera. Diana Moore, Suzana Ograjensek, Nicholas Phan, Clint van der Linde, Douglas Williams, Philharmonia Chorale, Philharmonia Baroque Orchestra, Nicholas McGegan.